# Chants et contes de Noël
A Chants et contes de Noël (magyarul Karácsonyi dalok és mesék) Céline Dion kanadai énekesnő hatodik francia nyelvű albuma, mely 1983. december 5-én jelent meg Qébecben (Kanada). Ez az énekesnő második karácsonyi albuma.

## Háttér
A Chants et contes de Noël című albumon hallható három dal az énekesnő első, Céline Dion chante Noël című karácsonyi albumáról (Promenade en traîneau, Joyeux Noël, Glory Alleluia). A lemez 50 000 példányban kelt el. A dalok között hallható az À quatre pas d'ici című dal, mely a Bucks Fizz együttes The Land of Make Believe című brit sikerdalának francia nyelvű adaptációja, mely az előző, Du soleil au cœur című albumon is szerepel. E dal szerzői közreműködtek később az énekesnő Think Twice és Call the Man című dalaiban is.

## Az album dalai
| #  | Cím                                          | Szerző(k)                              | Hossz |
| -- | -------------------------------------------- | -------------------------------------- | ----- |
| 1. | Un enfant                                    | Jacques Brel, Gérard Jouannest         | 3:01  |
| 2. | Promenade en traîneau                        | Leroy Anderson, Mitchell Parish        | 2:56  |
| 3. | Pourquoi je crois encore au Père Noël (mese) | Yvan Ducharme, Alain Noreau            | 5:35  |
| 4. | Joyeux Noël                                  | Mel Tormé, Robert Wells                | 2:36  |
| 5. | Céline et Pinotte (mese)                     | Ducharme, Noreau                       | 6:16  |
| 6. | À quatre pas d'ici                           | Eddy Marnay, Andy Hill, Peter Sinfield | 4:00  |
| 7. | Le conte de Karine (mese)                    | Ducharme, Noreau                       | 10:33 |
| 8. | Glory Alleluia                               | André DiFusco, André Pascal            | 3:38  |

## Megjelenések
| Terület | Megjelenés        | Kiadó   | Formátum        | Katalógusszám |
| ------- | ----------------- | ------- | --------------- | ------------- |
| Kanada  | 1983. december 5. | Saisons | Hanglemez       | SNS 90002     |
| Kanada  | 1983. december 5. | Saisons | Compact kazetta | SNS 490002    |

## Fordítás
Ez a szócikk részben vagy egészben  a   Chants et contes de Noël című angol Wikipédia-szócikk ezen változatának fordításán alapul.  Az eredeti cikk szerkesztőit annak laptörténete sorolja fel. Ez a jelzés csupán a megfogalmazás eredetét és a szerzői jogokat jelzi, nem szolgál a cikkben szereplő információk forrásmegjelöléseként.